# Instituto de Medicina Social da Universidade do Estado do Rio de Janeiro
O Instituto de Medicina Social (IMS) é uma unidade acadêmica da Universidade do Estado do Rio de Janeiro (UERJ) que abriga um dos principais programas de pós-graduação em Saúde Coletiva do país, com programas de mestrado, mestrado profissional e doutorado em três grande áreas de concentração: Ciências Humanas e Saúde, Epidemiologia e Política, Planejamento e Administração em Saúde. Em dezembro de 2013, o Programa de Pós-Graduação em Saúde Coletiva do IMS recebeu pela primeira vez em sua história nota máxima na avaliação trienal da Coordenação de Aperfeiçoamento de Pessoal de Nível Superior (Capes), relativa a 2010-2012, junto a apenas outros quatro programas da área da Saúde Coletiva, que conta atualmente com 64 programas em todo o país.

## História
No final da década de 60, um grupo de médicos e professores da Faculdade de Ciências Médicas (FCM) da Universidade do Estado do Rio de Janeiro, percebendo a necessidade de aprofundar e sistematizar as reflexões sobre as questões de saúde, trabalhava para modernizar a disciplina de Higiene da faculdade, entrelaçando conhecimentos de Ciências Sociais com a Saúde Pública tradicional. Inspirados e apoiados por Américo Piquet Carneiro - médico geriatra e diretor da faculdade, que foi um dos idealizadores do Ambulatório de Medicina Integral e da Universidade Aberta da Terceira Idade -, pioneiros da Saúde Coletiva como Hésio Cordeiro, Moysés Szcklo e Nina Vivina Nunes trabalhavam pela superação das orientações funcionalistas das ciências do comportamento, das visões tecnocráticas sobre o planejamento e administração de saúde e da determinação das doenças como o resultado multivariável e anistórico de fatores biopsicossociais.
Em 1971, apesar do cenário político conturbado pelo regime militar, os esforços desse grupo se materializaram pela oficialização do Instituto de Medicina Social como unidade acadêmica independente da faculdade de medicina e que se caracterizou desde o início pela interdisciplinaridade, espírito crítico, compromisso com a realidade social brasileira e respeito ao livre debate de ideias. Com a entrada de novos professores no instituto e o fomento da Fundação Kellogg, da Financiadora de Estudos e Projetos (FINEP) e do Conselho Nacional de Desenvolvimento Científico e Tecnológico (CNPq), o programa de Mestrado em Medicina Social foi criado em 1974 e funcionou até 1987, quando foi expandido para formar o Mestrado em Saúde Coletiva.
Foi também em 1974 quando o filósofo francês Michel Foucault, tido hoje como um dos mais importantes pensadores modernos, participou de uma série de seis conferências no Instituto de Medicina Social, a convite da unidade. Marcos da Saúde Coletiva, duas delas - intituladas O Nascimento da Medicina Social e o Nascimento do Hospital - figuram em uma de suas obras mais famosas, a coletânea Microfísica do poder.
Em 1986, é fundado, vinculado ao IMS, o Centro de Estudos e Pesquisa em Saúde Coletiva (CEPESC), uma entidade civil sem fins lucrativos cuja função é ser uma estrutura de apoio para a implementação de projetos de docentes e pesquisadores, promovendo e difundindo a produção de conhecimento científico na área de Saúde Coletiva. Atualmente, o Programa de Pós-Graduação em Saúde Coletiva (PPGSC) conta também com um programa de Doutorado, criado em 1991, e um programa de Mestrado Profissional.

## Ensino

### Graduação
O IMS é a única unidade acadêmica da UERJ que não possui curso de graduação próprio e específico. Conta, contudo, com três disciplinas obrigatórias da Saúde Coletiva para o curso médico, além de uma eletiva. É responsável, ainda, pela disciplina de Bioética, lecionada para os cursos de áreas humanas da universidade.

### Pós-graduação e pesquisa
O Programa de Pós-Graduação em Saúde Coletiva e o próprio Instituto de Medicina Social são divididos em três áreas de concentração: Ciências Humanas e Saúde, Epidemiologia e Política, Planejamento e Administração em Saúde. Em 2014, elas possuem as seguintes linhas de pesquisa:
- Ciências Humanas e Saúde
  - Bioética, saúde e sociedade
  - Diagnósticos na sua relação com identidades, práticas e teorias biomédicas
  - Gênero, sexualidade e saúde
  - História e Filosofia das Ciências da Saúde
- Epidemiologia
  - Desenvolvimento de métodos epidemiológicos e estatísticos para uso em Saúde Coletiva
  - Determinantes sociais da saúde e da doença
  - Envelhecimento, saúde e sociedade
  - Epidemiologia e políticas de saúde bucal
  - Estudos em doenças transmissíveis
  - Estudos sócio-antropológicos e epidemiológicos em Saúde Mental
  - Nutrição e Saúde Coletiva
  - Saúde e ambiente
  - Violências públicas e privadas no Brasil
- Política, Planejamento e Administração em Saúde
  - Complexo médico-industrial, avaliação econômica e de tecnologias em saúde
  - Dimensões das práticas de saúde: atores, contextos institucionais e relações com os saberes
  - Força de trabalho e gestão em saúde
  - Formulação, implementação e avaliação de políticas
  - Saúde Global